# Круглоголовка вухата
Круглоголовка вухата (Phrynocephalus mystaceus) — вид ящірок родини агамових (Agamidae). Один із 37 видів роду. Поширений переважно в Центральній Азії. Мешканець піщаних пустель. Описано 2 підвиди. 

## Опис
Загальна довжина досягає 27 см. Голова, тулуб і хвіст помітно плескаті. Передній край морди майже прямовисно спускається до верхньої губи, ніздрів зверху не видно. У кутках рота велика складка шкіри, вільний край якої засаджено довгими конічними лусками. З боків задньої частини голови групи такої ж конічної луски. Тулуб зверху вкрито ребристою, кілеватой лускою. Спинна луска більше за спинно-бокову і бічні. З боків шиї розташована збільшена конічна луска. Поперечної складки на верхній стороні шиї немає. Горлова луска зі слабко помітними реберцями, яка закінчуються невеликим вістрями. Реберця на грудній лісці добре помітні. Знизу четвертого пальця задньої лапи є один рядок підпальцевої пластинки. Кожна з них з різкими реберцями. З боків підпальцевої пластини цього пальця по одному поздовжньому рядку дрібних, гладеньких лусок, за якими розташовуються пласкі трикутні луски, які утворюють з боків пальця чіткі гребінці. Такі ж гребінці розвинені і з боків третього пальця задньої лапи. Під гленарною западиною розташована велика округла лусочка, що нагадує цятка. 
Забарвлення пісочне з жовтуватим або тілесно-рожевим відтінком, звичайно яскравіше з боків. На голові та спині є неправильно окреслені тонкі темні лінії, які утворюють іноді складну мозаїку невеликих овалів, кіл і цяток. Черево молочно-біле, груди кремові. На грудях чорна пляма, зазвичай менш яскраве у самок і відсутня у молодих. На горлі може з'являтися темний мармуровий малюнок. Кінець хвоста знизу вугільно-чорний. 

## Поширення
Мешкає в Східному Передкавказзі, зокрема в передгірному Дагестані, Калмикії і східній частині Чечні, на півдні Астраханської області (Росія), Туркменістані, Узбекистані, Казахстані, Північно-Західному Китаї, Ірані та Афганістані.

## Спосіб життя
Полюбляє барханні та різного роду слабко закріплені піски з рідкою чагарниковою і трав'янистою рослинністю. У червні-липні два періоди активності - ранковий і вечірній. Після зимівлі з'являється наприкінці березня - початку квітня. Характерна "страхітлива" поза, при якій, широко розставивши й розпластавши задні лапи, круглоголовка піднімає передню частину тулуба і широко розкриває рота, слизова оболонка внутрішньої вистилки пащі, як і розправи шкірні складки у кутах рота, набувають червоного забарвлення. Агама шипить, швидко скручує і розкручує хвіст і зазвичай стрибає у напрямку до ворога. Ці ящірки бувають дуже агресивні. Випадки агресії мають місце як між самцями при захисті території і в шлюбний період, так і між особинами різних статей та віку. 
Харчується комахами, в першу чергу різними жуками, прямокрилими, мурахами, клопами, двокрилими, метеликами, а також павуками, дрібними ящірками, квітками пустельних рослин
Це яйцекладна ящірка. Статева зрілість настає до кінця 2 року життя. Парування триває з другої половини квітня до початку липня. Перше відкладання яєць відбувається у середині травня - середині або наприкінці червня, друга - у другій половині липня. У кладці 2-6 яєць розміром 15-22х25-31 мм. Розмір кладки залежить від розмірів і віку самок. Молоді ящірки з'являються з яєць, починаючи з кінця липня, масове вилуплення - з середини серпня. Розміри новонароджених 3-4 см. 

## Систематика
Один із 37 видів роду круглоголовок (Phrynocephalus).
Станом на 2024 рік описано 2 підвиди:
- Phrynocephalus mystaceus mystaceus
- Phrynocephalus mystaceus khorasanus